# Robert Greenhut
Robert "Bob" Greenhut (Nueva York, 18 de diciembre de 1942) es un productor de cine estadounidense.
Greenhut estudió música en la University of Miami. Comenzó su carrera cinematográfica como ayudante de producción en la comedia de Arthur Hiller The Tiger Makes Out. Durante los siguientes siete años, trabajó en varios puestos de producción, ascendiendo hasta convertirse en gerente de producción, asistente de dirección y productor asociado. Empezó a trabajar conWoody Allen en La tapadera de 1976. Greenhut trabajó como productor ejecutivo de Annie Hall y estuvo asociado con el director hasta Todos dicen I Love You en 1996.
Greenhut también trabajó con Mike Nichols en películas como Se acabó el pastel (1986), Armas de mujer (1988), Postales desde el filo (1990), A propósito de Henry (1991) y Lobo (1994). Otros créditos suyos son Hair de Miloš Forman (1979), Arthur, el soltero de oro (1981), El rey de la comedia de Martin Scorsese (1983) y Big de Penny Marshall (1988), Ellas dan el golpe (1992) y Un poeta entre reclutas (1994).

## Premios y nominaciones
Premios Óscar
| Año  | Categoría                 | Película              | Resultado |
| ---- | ------------------------- | --------------------- | --------- |
| 1987 | Óscar a la mejor película | Hannah y sus hermanas | Nominado  |